# Olympische Sommerspiele 1988/Teilnehmer (Luxemburg)
| Gelbes Symbol für Goldmedaillen mit stilisierten Olympischen Ringen | Graues Symbol für Silbermedaillen mit stilisierten Olympischen Ringen | Braundes Symbol für Bronzemedaillen mit stilisierten Olympischen Ringen |
| ------------------------------------------------------------------- | --------------------------------------------------------------------- | ----------------------------------------------------------------------- |
| —                                                                   | —                                                                     | —                                                                       |

Luxemburg nahm an den Olympischen Sommerspielen 1988 in Seoul, Südkorea, mit einer Delegation von acht Sportlern (fünf Männer und drei Frauen) teil.
Fahnenträger bei der Eröffnungsfeier war der Schütze Roland Jacoby.

## Teilnehmer nach Sportarten

### Bogenschießen
- Ilse Martha Ries-Hotz
Frauen, Einzel: 48. Platz

### Leichtathletik
- Justin Gloden
Marathon: 38. Platz

- Marco Sowa
20 Kilometer Gehen: Disqualifiziert

- Danièle Kaber
Frauen, Marathon: 7. Platz

### Schießen
- Jean-Claude Kremer
Luftgewehr: 34. Platz

- Roland Jacoby
Kleinkaliber liegend: 53. Platz

### Schwimmen
- Yves Clausse
50 Meter Freistil: 28. Platz
100 Meter Freistil: 35. Platz
200 Meter Freistil: 38. Platz

- Nancy Arendt-Kemp
Frauen, 100 Meter Brust: 29. Platz
Frauen, 200 Meter Brust: 31. Platz